# Знание (издательство, Санкт-Петербург)
Книгоиздательское товарищество «Знание» (1898—1913) — российское издательство в Санкт-Петербурге, публиковало просветительские и популярные книги по естествознанию, искусству и другим темам.
Издательство марксистского толка.

## История
Издательство было основано в 1898 году по инициативе К. Пятницкого для распространения научно-популярной материалистической литературы. Пайщиками товарищества писателей были В. А. Поссе, Д. Д. Протопопов, О. Н. Попова, В. И. Чарнолуский, Г. А. Фальборг.
Максим Горький после своего прихода туда в 1900 году преобразовал его в социалистическое издательство для печати реалистических, а по возможности и атеистических книг. Издательство противопоставляло себя модернистским эстетическим течениям — символизму, футуризму, акмеизму — и выпускало главным образом произведения, которые в традициях Н. Добролюбова и Н. Некрасова подчёркивали отрицательные стороны буржуазного общества, критиковали самодержавие, капиталистическое предпринимательство и индивидуализм.
До того как издательство в сотрудничестве с ЦК РСДРП(б) начало выпускать массовыми тиражами политическую литературу, там, помимо самого Горького, печатались И. Бунин, А. Серафимович, Н. Телешов, Е. Чириков. Кроме того там были опубликованы произведения Л. Андреева, Скитальца, В. Вересаева, А. Куприна, С. Юшкевича, Н. Гарина-Михайловского, С. Елпатьевского, М. Пришвина, И. Шмелёва.
Особенной известностью пользовалась серия сборников товарищества «Знание», выходивших в 1904—1913 годах (40 выпусков). Кроме произведений реалистической русской литературы того времени туда входили также переводы (Г. Гауптман, Г. Флобер, К. Гамсун и другие).
В 1912 году Горький вышел из «Знания» из-за разногласий с Пятницким.